# Хуссейн, Анасс
Фуад Анасс Хуссейн (род. 10 января 1995, Джибути) — джибутийский дзюдоист, представитель полулёгкой весовой категории. Выступал за сборную Джибути по дзюдо в период 2014—2016 годов, участник ряда крупных международных соревнований, в том числе двух чемпионатов мира и летних Олимпийских игр в Рио-де-Жанейро.

## Биография
Анасс Хуссейн родился 10 января 1995 года в городе Джибути.
Дебютировал на взрослом международном уровне в сезоне 2014 года, когда вошёл в основной состав джибутийской национальной сборной и выступил на нескольких крупных турнирах, в частности на чемпионате Африки в Порт-Луи и на чемпионате мира в Челябинске.
В 2015 году боролся в полулёгком весе на африканском первенстве в Браззавиле и на мировом первенстве в Астане.
В 2016 году выступил на Кубке мира в Касабланке и благодаря череде удачных выступлений удостоился права защищать честь страны на летних Олимпийских играх в Рио-де-Жанейро — попал в число участников решением трёхсторонней комиссии. Отправился на Игры в составе делегации, куда также вошли шесть спортсменов из других видов спорта. Соревнуясь в категории до 66 кг, уже в первом поединке на стадии 1/16 финала потерпел поражение от китайца Ма Дуаньбиня и тем самым лишился всяких шансов на попадание в число призёров.
После Олимпиады Хуссейн больше не показывал сколько-нибудь значимых результатов в дзюдо на международной арене.